# 橋本泰夫
橋本 泰夫（はしもと やすお、1944年 - ）は、日本の映画録音技師。日本映画・テレビ録音協会会員。

## 来歴
1967年(昭和42年）太田六敏が率いる録音グループ「櫂の会」の設立に参加。助手及び技師として多くの撮影現場で経験を積む。						
1980年（同55年）フリーとなり、映画・テレビ、CM等の録音技師として活躍。「植村直己物語」（佐藤純彌)で日本アカデミー賞最優秀録音賞を受賞、以降「敦煌」（佐藤純彌）「おろしや国酔夢譚」（佐藤純彌）などの大作で録音技術を示す一方、「病院で死ぬということ」（市川準）「大阪物語」（市川準）で第48回毎日映画コンクール録音賞を受賞するなど，幅広く活躍している。						
2008年(平成20年)（協）日本映画・テレビ録音協会専務理事　2012年(同24年) 副理事長を経て、現在フリーとして活動している。

## 主な作品

### 映画
- 大地の子守唄（1976年）
- お吟さま（1978年）
- 戒厳令の夜（1980年）
- はだしのゲンPARTIII ヒロシマのたたかい（1980年）
- の・ようなもの（1981年）
- 南極物語（1983年）
- 地平線（1984年）
- 聖女伝説（1985年）
- 植村直己物語（1986年）
- 敦煌（1988年）
- 風の又三郎 ガラスのマント（1989年）
- あ・うん（1989年）
- ペエスケ ガタピシ物語（1990年）
- おろしや国酔夢譚（1992年）
- 病院で死ぬということ（1993年）
- シュート!（1994年）
- ガメラ 大怪獣空中決戦（1995年）
- 東京兄妹（1995年）
- トキワ荘の青春（1996年）
- ガメラ2 レギオン襲来（1996年）
- 東京夜曲（1997年）
- 新世紀エヴァンゲリオン劇場版 Air/まごころを、君に（1997年）
- ラブ&ポップ（1998年）
- たどんとちくわ（1998年）
- ガメラ3 邪神覚醒（1999年）
- 大阪物語 （1999年）
- ざわざわ下北沢（2000年）
- 式日（2000年）
- 冷静と情熱のあいだ（2001年）
- 東京マリーゴールド（2001年）
- ミニモニ。じゃムービー お菓子な大冒険!（2002年）
- 竜馬の妻とその夫と愛人（2002年）
- キューティーハニー（2004年）
- トニー滝谷（2005年）
- 蟬しぐれ（2005年）
- あおげば尊し（2006年）
- あしたの私のつくり方（2007年）
- アフタースクール（2008年）
- ヤーチャイカ（2008年）
- buy a suit スーツを買う（2009年）
- 桜田門外ノ変（2010年）
- ジョーカー・ゲーム（2015年）
- トイレのピエタ（2015年）
- こどもしょくどう（2018年）

### テレビ
- 日曜大工110番（日本テレビ）
- おくさまは18歳（TBS）
- ママはライバル（TBS）
- 赤い迷路（TBS）
- 新・二人の事件簿 暁に駆ける!（朝日放送）
- 大都会 闘いの日々（日本テレビ）
- 特捜最前線（テレビ朝日）
- 春、バーニーズで（WOWOW）
- 土曜ワイド劇場
- 火曜サスペンス他多数

### 受賞歴
- 1987年「植村直己物語」日本アカデミー賞 最優秀録音賞受賞
- 1989年「敦煌」日本アカデミー賞 最優秀録音賞受賞、日本映画TV技術協会 技術賞受賞
- 1990年「あ・うん」「風の又三郎」日本アカデミー賞 最優秀録音賞受賞、「風の又三郎」日本映画TV技術協会 技術賞受賞
- 1993年「おろしや国酔夢譚」日本アカデミー賞 優秀録音賞受賞、日本映画TV技術協会 技術賞受賞
- 1994年「病院で死ぬということ」毎日映画コンクール 録音賞受賞
- 2000年「大阪物語」毎日映画コンクール 録音賞受賞、「ガメラ3 邪神覚醒」日本映画テレビ技術協会 特別賞受賞
- 2006年「蟬しぐれ」日本アカデミー賞 優秀録音賞、日本映画・テレビ録音協会 最優秀録音賞
- 2010年　文化庁 映画功労賞受賞
- 2014年　日本映画・テレビ録音協会 功労賞受賞

### 出版
- 1998年「ワイヤレスハンドブック」兼六館出版（共著)
- 2012年「映画録音技術」（協）日本映画・テレビ録音協会（共著）